# Tjeerd Korf
Tjeerd Korf (Emmeloord, 11 mei 1983) is een Nederlandse voormalig betaald voetballer.
Vanuit de jeugdopleiding bij Flevo Boys is Korf doorgestroomd naar FC Zwolle waar hij het laatste deel van zijn jeugdopleiding genoot en daarna doorstroomde naar het eerste elftal in het seizoen 2002/03. Korf heeft in vijf seizoenen FC Zwolle 126 wedstrijden gespeeld en 19 doelpunten gemaakt. Daarna vertrok hij naar Rotterdam-Oost om daar uit te komen voor Excelsior. Hij speelde hier tot 2009, waarna hij naar Veendam vertrok om uit te komen voor BV Veendam. In 2010 kwam zijn profloopbaan ten einde en kwam hij nog uit als amateur voor diverse verenigingen.
Verder is Korf actief betrokken bij Athletes In Action, een organisatie die de Nederlandse sportwereld wil bereiken met het evangelie van Jezus Christus. Andere (ex)topsporters die betrokken zijn bij deze organisatie zijn o.a. Jan Maarten Heideman en Bert Konterman.

## Jong Oranje
Korf werd voor de eerste maal voor Jong Oranje opgeroepen voor de EK-kwalificatiewedstrijd tegen Armenië.
Korf werd onder Foppe de Haan ook geselecteerd voor het vriendschappelijke treffen tussen Jong Engeland en Jong Oranje waar voor 32.000 toeschouwers in Pride Park in de Engelse industriestad Derby werd gespeeld.

## Clubstatistieken
| Seizoen | Club       | Duels | Goals | Competitie     |
| ------- | ---------- | ----- | ----- | -------------- |
| 2002/03 | FC Zwolle  | 3     | 0     | Eredivisie     |
| 2003/04 | FC Zwolle  | 19    | 0     | Eredivisie     |
| 2004/05 | FC Zwolle  | 34    | 8     | Eerste divisie |
| 2005/06 | FC Zwolle  | 37    | 5     | Eerste divisie |
| 2006/07 | FC Zwolle  | 33    | 6     | Eerste divisie |
| 2007/08 | Excelsior  | 29    | 1     | Eredivisie     |
| 2008/09 | Excelsior  | 36    | 1     | Eerste divisie |
| 2009/10 | BV Veendam | 30    | 5     | Eerste divisie |
| Totaal  | Totaal     | 221   | 26    |                |